# International Union of Students
International Student Union (IUS) var en internationell studentorganisation.
I augusti 1946 samlades 300 studenter från 38 länder i Prag i dåvarande Tjeckoslovakien för den första World Student Congress, vilken ledde till bildandet av International Union of Students med säte i Prag. Denna blev efterhand alltmer kommunistiskt styrd, vilket inte minst märktes i samband med Pragkuppen 1948, och utvecklade sig till en sovjetisk frontorganisation i det kalla kriget. Detta ledde i sin tur till att 19 nationella västliga studentorganisationer möttes 1950 i Stockholm i Sverige för att bilda en konkurrerande internationell studentorganisation, som så småningom kom att kallas International Student Conference (ISC) och som på motsvarande sätt blev en amerikansk frontorganisation mot sovjetisk kommunism. 
I augusti 1991 beslöt den tjeckoslovakiska regeringen att utvisa sekretariaten för International Student Union och för andra kommunistiska frontorganisationer från landet med motiveringen att de hade för nära band med den tidigare kommunistiska regimen. Organisationen valde nya ledare på en kongress i Larnaca i Cypern i januari 1992 och skrev om sina stadgar. De nyvalda ledarna gjorde senare framträdanden vid firandet av International Students' Day i Dublin i Irland 1994 och vid den av UNESCO arrangerade World Conference on Higher Education 1998, men organisationen upplöstes de facto någon gång under 1990-talet.